# Johann Ludwig Hirzel
Johann Ludwig Hirzel (* 27. Oktober 1717 in Zürich; † 18. Juni 1794 ebenda) war ein schweizerischer Generalleutnant in holländischen Diensten und Oberst eines Zürcher Standesregiments.
Seine Eltern waren der Statthalter von Zürich Salomon Hirzel (1691–1761) und dessen Ehefrau Elisabeth Werdmüller (1695–1764).
Er war erst 16 Jahre alt, als er sich für den Militärdienst entschied. 1736 wurde er dann Fähnrich im Regiment Hirzel und 1741 Kapitän-Leutnant. Als solcher nahm er 1745 an einem Feldzug in den Niederlanden teil. Dort zeichnete er sich aus und wurde zum Hauptmann befördert. Durch seine Tapferkeit stieg er immer weiter, erhielt aber auch verschiedene Verwundungen so bei der Belagerung von Tournai. Im Jahr 1760 wurde er Oberst und Kommandant des Regiments und 1779 Generalmajor sowie 1786 auch Regimentsinhaber und Generalleutnant. Er starb unverheiratet 1794.